# Kolem Slovinska 2023
29. ročník etapového cyklistického závodu Kolem Slovinska se konal mezi 14. a 18. červnem 2023 ve Slovinsku. Celkovým vítězem se stal Ital Filippo Zana z týmu Team Jayco–AlUla. Na druhém a třetím místě se umístili Slovinec Matej Mohorič (Team Bahrain Victorious) a Ital Diego Ulissi (UAE Team Emirates). Závod byl součástí UCI ProSeries 2023 na úrovni 2.Pro.

## Týmy
Závodu se zúčastnilo 4 z 18 UCI WorldTeamů, 10 UCI ProTeamů, 5 UCI Continental týmů a slovinský národní tým. Všechny týmy nastoupily na start se sedmi závodníky kromě týmů Cycling Team Kranj a Team Bahrain Victorious s šesti jezdci, závod tak odstartovalo 138 jezdců. Do cíle v Novo Mestu dojelo 112 z nich.
UCI WorldTeamy
- Bora–Hansgrohe
- Team Bahrain Victorious
- Team Jayco–AlUla
- UAE Team Emirates

UCI ProTeamy
- Bingoal WB
- Caja Rural–Seguros RGA
- Eolo–Kometa
- Equipo Kern Pharma
- Euskaltel–Euskadi
- Green Project–Bardiani–CSF–Faizanè
- Human Powered Health
- Q36.5 Pro Cycling Team
- Team Corratec–Selle Italia
- Tudor Pro Cycling Team

UCI Continental týmy
- Adria Mobil
- Cycling Team Kranj
- Ljubljana Gusto Santic
- RRK Group–Pierre Baguette–Benzinol
- Team Vorarlberg

Národní týmy
- Slovinsko

## Trasa a etapy
| Etapa         | Datum         | Trasa                   | Vzdálenost | Typ      | Typ           | Vítěz                   |
| ------------- | ------------- | ----------------------- | ---------- | -------- | ------------- | ----------------------- |
| 1             | 14. června    | Celje – Rogaška Slatina | 188,6 km   |          | Zvlněná etapa | Dylan Groenewegen (NED) |
| 2             | 15. června    | Žalec – Ormož           | 163,1 km   |          | Zvlněná etapa | Dylan Groenewegen (NED) |
| 3             | 16. června    | Grosuplje – Postojna    | 173,4 km   |          | Zvlněná etapa | Ide Schelling (NED)     |
| 4             | 17. června    | Ljubljana – Kobarid     | 165,6 km   |          | Horská etapa  | Jesús David Peña (COL)  |
| 5             | 18. června    | Vrhnika – Novo Mesto    | 142,6 km   |          | Zvlněná etapa | Matej Mohorič (SLO)     |
| Celková délka | Celková délka | Celková délka           | 833,3 km   | 833,3 km | 833,3 km      | 833,3 km                |

## Průběžné pořadí
| Etapa          | Vítěz             | Celkové pořadí    | Bodovací soutěž   | Vrchařská soutěž  | Soutěž mladých jezdců | Soutěž týmů            |
| -------------- | ----------------- | ----------------- | ----------------- | ----------------- | --------------------- | ---------------------- |
| 1              | Dylan Groenewegen | Dylan Groenewegen | Dylan Groenewegen | Andrea Garosio    | Raúl García           | Caja Rural–Seguros RGA |
| 2              | Dylan Groenewegen | Dylan Groenewegen | Dylan Groenewegen | Giovanni Aleotti  | Raúl García           | Caja Rural–Seguros RGA |
| 3              | Ide Schelling     | Dylan Groenewegen | Dylan Groenewegen | Viktor Potočki    | Raúl García           | Caja Rural–Seguros RGA |
| 4              | Jesús David Peña  | Filippo Zana      | Ide Schelling     | Samuele Zoccarato | Raúl García           | Equipo Kern Pharma     |
| 5              | Matej Mohorič     | Filippo Zana      | Ide Schelling     | Samuele Zoccarato | Raúl García           | Equipo Kern Pharma     |
| Konečné pořadí | Konečné pořadí    | Filippo Zana      | Ide Schelling     | Samuele Zoccarato | Raúl García Pierna    | Equipo Kern Pharma     |

- Ve 2. etapě nosil Phil Bauhaus, jenž byl druhý v bodovací soutěži, červený dres, neboť lídr této klasifikace Dylan Groenewegen nosil zelený dres lídra celkového pořadí. Ze stejného důvodu nosil Matteo Moschetti červený dres ve 3. etapě.

## Konečné pořadí
| Legenda | Legenda                          | Legenda | Legenda                               |
| ------- | -------------------------------- | ------- | ------------------------------------- |
|         | Označuje lídra celkového pořadí  |         | Označuje lídra bodovací soutěže       |
|         | Označuje lídra vrchařské soutěže |         | Označuje lídra soutěže mladých jezdců |

### Celkové pořadí
| Pořadí | Jezdec                  | Tým                     | Čas         |
| ------ | ----------------------- | ----------------------- | ----------- |
| 1      | Filippo Zana (ITA)      | Team Jayco–AlUla        | 20h 00' 24" |
| 2      | Matej Mohorič (SLO)     | Team Bahrain Victorious | + 18"       |
| 3      | Diego Ulissi (ITA)      | UAE Team Emirates       | + 23"       |
| 4      | Giovanni Aleotti (ITA)  | Bora–Hansgrohe          | + 33"       |
| 5      | Jesús David Peña (COL)  | Team Jayco–AlUla        | + 34"       |
| 6      | Lorenzo Fortunato (ITA) | Eolo–Kometa             | + 46"       |
| 7      | Ben Zwiehoff (GER)      | Bora–Hansgrohe          | + 50"       |
| 8      | Paul Double (GBR)       | Human Powered Health    | + 1' 05"    |
| 9      | Wout Poels (NED)        | Team Bahrain Victorious | + 1' 05"    |
| 10     | Jordi López (ESP)       | Equipo Kern Pharma      | + 1' 31"    |

### Bodovací soutěž
| Pořadí | Jezdec                 | Tým                     | Body |
| ------ | ---------------------- | ----------------------- | ---- |
| 1      | Ide Schelling (NED)    | Bora–Hansgrohe          | 54   |
| 2      | Robin Froidevaux (SUI) | Tudor Pro Cycling Team  | 42   |
| 3      | Matej Mohorič (SLO)    | Team Bahrain Victorious | 40   |
| 4      | Filippo Zana (ITA)     | Team Jayco–AlUla        | 40   |
| 5      | Luka Mezgec (SLO)      | Team Jayco–AlUla        | 38   |
| 6      | Phil Bauhaus (GER)     | Team Bahrain Victorious | 36   |
| 7      | Matteo Moschetti (ITA) | Q36.5 Pro Cycling Team  | 36   |
| 8      | Jesús David Peña (COL) | Team Jayco–AlUla        | 34   |
| 9      | David González (ESP)   | Caja Rural–Seguros RGA  | 26   |
| 10     | Diego Ulissi (ITA)     | UAE Team Emirates       | 24   |

### Vrchařská soutěž
| Pořadí | Jezdec                  | Tým                                | Body |
| ------ | ----------------------- | ---------------------------------- | ---- |
| 1      | Samuele Zoccarato (ITA) | Green Project–Bardiani–CSF–Faizanè | 16   |
| 2      | Filippo Zana (ITA)      | Team Jayco–AlUla                   | 12   |
| 3      | Jesús David Peña (COL)  | Team Jayco–AlUla                   | 10   |
| 4      | Colin Stüssi (SUI)      | Team Vorarlberg                    | 8    |
| 5      | Lukas Meiler (GER)      | Team Vorarlberg                    | 7    |
| 6      | Giovanni Aleotti (ITA)  | Bora–Hansgrohe                     | 6    |
| 7      | Ben Zwiehoff (GER)      | Bora–Hansgrohe                     | 6    |
| 8      | Matteo Badilatti (SUI)  | Q36.5 Pro Cycling Team             | 6    |
| 9      | Diego Ulissi (ITA)      | UAE Team Emirates                  | 4    |
| 10     | Paul Double (GBR)       | Human Powered Health               | 4    |

### Soutěž mladých jezdců
| Pořadí | Jezdec                        | Tým                                | Čas         |
| ------ | ----------------------------- | ---------------------------------- | ----------- |
| 1      | Raúl García Pierna (ESP)      | Equipo Kern Pharma                 | 20h 02' 58" |
| 2      | Marcel Camprubi (ESP)         | Q36.5 Pro Cycling Team             | + 1' 10"    |
| 3      | Embret Svestad-Bårdseng (NOR) | Human Powered Health               | + 5' 17"    |
| 4      | Gal Glivar (SLO)              | Adria Mobil                        | + 18' 26"   |
| 5      | Dylan Hopkins (AUS)           | Ljubljana Gusto Santic             | + 18' 55"   |
| 6      | Fabio Christen (SUI)          | Q36.5 Pro Cycling Team             | + 19' 25"   |
| 7      | Martin Voltr (CZE)            | RRK Group–Pierre Baguette–Benzinol | + 20' 15"   |
| 8      | Nicolò Buratti (ITA)          | Team Bahrain Victorious            | + 20' 36"   |
| 9      | Natan Gregorčič (SLO)         | Ljubljana Gusto Santic             | + 27' 25"   |
| 10     | Daniel Vysočan (CZE)          | RRK Group–Pierre Baguette–Benzinol | + 27' 54"   |

### Soutěž týmů
| Pořadí | Tým                                | Čas         |
| ------ | ---------------------------------- | ----------- |
| 1      | Equipo Kern Pharma                 | 60h 09' 57" |
| 2      | Green Project–Bardiani–CSF–Faizanè | + 3' 01"    |
| 3      | Human Powered Health               | + 3' 19"    |
| 4      | Caja Rural–Seguros RGA             | + 6' 10"    |
| 5      | Q36.5 Pro Cycling Team             | + 6' 24"    |
| 6      | Team Jayco–AlUla                   | + 12' 20"   |
| 7      | Bora–Hansgrohe                     | + 12' 24"   |
| 8      | Team Bahrain Victorious            | + 14' 36"   |
| 9      | Team Vorarlberg                    | + 14' 51"   |
| 10     | Eolo–Kometa                        | + 15' 03"   |